# El Dorado, Veracruz
El Dorado är en ort i Mexiko.   Den ligger i kommunen Cosoleacaque och delstaten Veracruz, i den sydöstra delen av landet, 500 km öster om huvudstaden Mexico City. El Dorado ligger 6 meter över havet och antalet invånare är 204.
Terrängen runt El Dorado är platt. Runt El Dorado är det ganska tätbefolkat, med 222 invånare per kvadratkilometer. Närmaste större samhälle är Coatzacoalcos, 5,4 km norr om El Dorado. Omgivningarna runt El Dorado är en mosaik av jordbruksmark och naturlig växtlighet.